# Echoes (album Maggie Reilly)
Echoes to debiutancki, solowy album studyjny Maggie Reilly. Został wydany 30 kwietnia 1992 roku przez EMI. Jego producentami byli Armand Volker, Harald Steinhauer, Kristian Schultze i Stefan Zauner. Album zawiera utwór "Everytime We Touch", który był hitem w latach 90. XX wieku, dostając się na wysokie miejsca list przebojów w wielu krajach.

## Lista utworów
| Nr  | Tytuł utworu                        | Długość |
| --- | ----------------------------------- | ------- |
| 1.  | „Everytime We Touch”                | 4:04    |
| 2.  | „Tears in the Rain”                 | 3:44    |
| 3.  | „Echoes”                            | 3:31    |
| 4.  | „You'll Never Lose”                 | 3:29    |
| 5.  | „Gaia”                              | 2:37    |
| 6.  | „Real World”                        | 3:20    |
| 7.  | „I'm Sorry”                         | 4:15    |
| 8.  | „Wait”                              | 4:22    |
| 9.  | „What About Tomorrows Children”     | 4:13    |
| 10. | „Only a Fool”                       | 4:57    |
| 11. | „I Know That I Need You”            | 4:15    |
| 12. | „Everytime We Touch (długa wersja)” | 7:18    |
|     |                                     | 50:05   |

## Twórcy
- Curt Cress – perkusja
- Stuart MacKillop – programowanie
- Maggie Reilly – wokal
- Tim Renwick – gitara
- Kristian Schultze – produkcja
- Harold Steinhauer – produkcja
- Armand Volker – aranżacja, programowanie, produkcja, inżynieria, miksing
- Peter Weihe – gitara
- Stefan Zauner – aranżacja, klawisze, programowanie, produkcja

## Pozycje na listach przebojów
| Kraj       | Najwyższa pozycja |
| ---------- | ----------------- |
| Austria    | 12                |
| Norwegia   | 1                 |
| Szwecja    | 19                |
| Szwajcaria | 24                |